# Sendero desconocido
Sendero desconocido es la sexta novela de la serie Aprendiz de Jedi, basada en el universo de Star Wars, y está escrita por Jude Watson. Fue publicada por Scholastic Press en inglés (febrero de 2000) y por Alberto Santos Editor en español.

## Argumento
Obi-Wan Kenobi ha abandonado la Orden Jedi en pos de una cruzada idealística con los Jóvenes en Melida/Daan. En un principio se siente bien, pero de repente todo se tuerce y Obi-Wan se siente sólo y rodeado de enemigos.